# Primiero San Martino di Castrozza
Primiero San Martino di Castrozza (AFI: /priˈmjɛro sam marˈtino di kaˈstrɔtt͡sa/) è un comune italiano di 4 941 abitanti della provincia autonoma di Trento in Trentino-Alto Adige.
Comune sparso con sede a Fiera di Primiero, è stato istituito il 1º gennaio 2016 dalla fusione di Fiera di Primiero, Siror, Tonadico e Transacqua. Con oltre 200 km² di superficie, è il comune più esteso del Trentino e il settimo nel Trentino-Alto Adige. Gran parte del territorio fa parte del Parco Naturale Paneveggio-Pale di San Martino, e una porzione di esso è stata dichiarata nel 2009 come patrimonio dell'UNESCO.

## Geografia fisica

### Territorio
Primiero San Martino di Castrozza, come la maggior parte dei comuni nel Trentino, è un comune di montagna e sorge sulla valle del Primiero, ai piedi delle Pale di San Martino. Il comune è diviso in varie frazioni: la sede comunale, Fiera di Primiero, si trova a 745 m.s.l.m.. La frazione più alta è San Martino di Castrozza, a 1450 m.s.l.m., mentre la più bassa è Pieve, a 700 m.s.l.m..

#### Geologia
I gruppi montuosi principali attorno al comune sono le Pale di San Martino e la Catena del Lagorai.
Per molto tempo la regione delle Pale di San Martino rappresentò una zona di confine fra terre emerse e un mare poco profondo in cui si depositavano strati di arenarie rossastre e di calcari grigi. In seguito si formarono le scogliere di Dolomia dello Sciliar, che costituiscono il corpo massiccio delle Pale di San Martino. Alghe e coralli si accumularono fino a uno spessore di circa 800 metri; ne derivò una dolomia chiara, compatta e senza stratificazioni.
Le rocce che costituiscono la catena del Lagorai sono invece il risultato di ceneri e detriti incandescenti portati da una serie di eruzioni vulcaniche, originatesi nella zona di Bolzano circa 270 milioni di anni fa, le quali produssero le ignimbriti riolitiche.

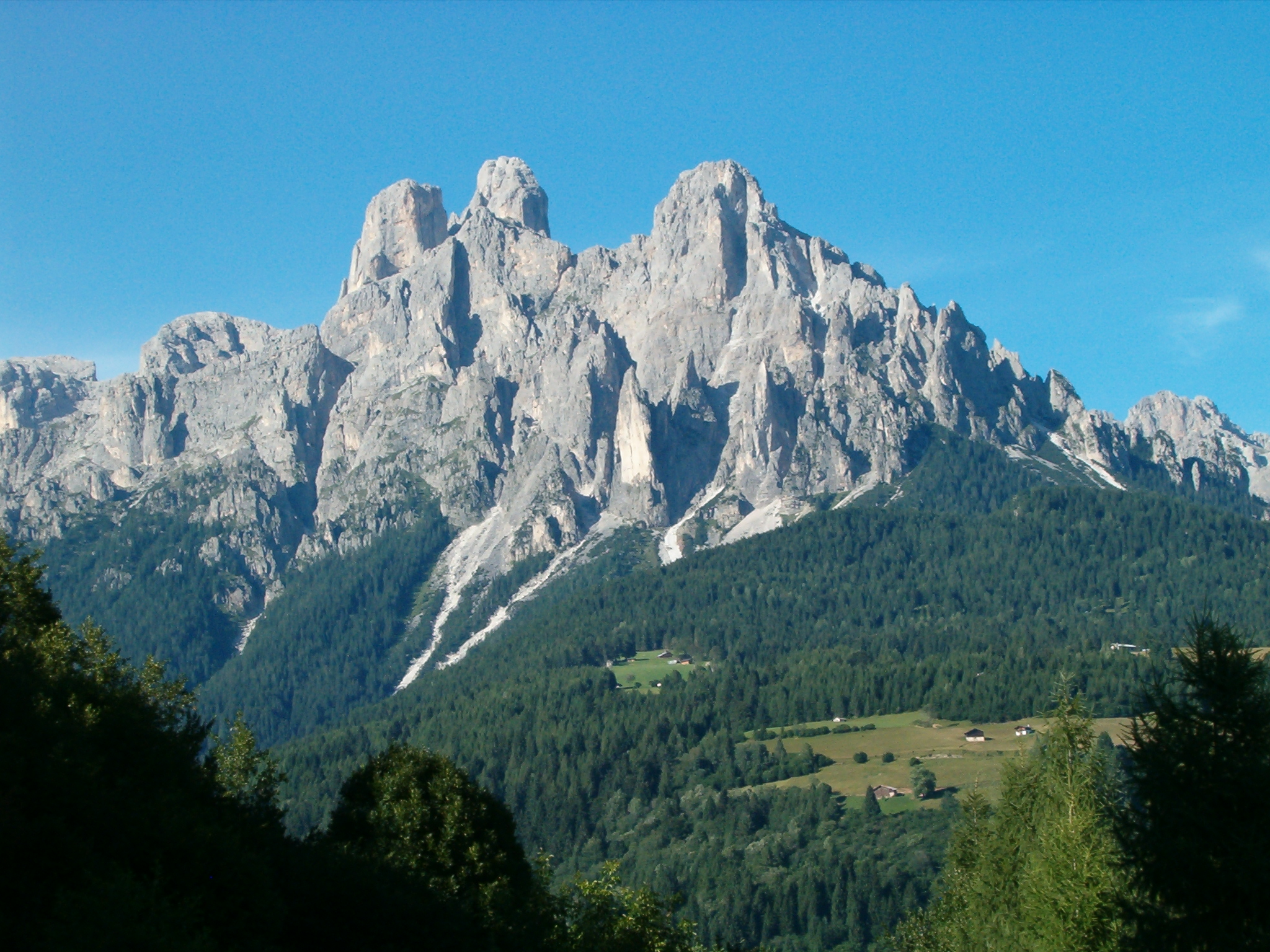
Pale di San Martino (Cima Madonna, Sass Màor, Cima Cimerlo) viste dal Primiero

#### Orografia
La zona di Primiero San Martino di Castrozza sorge nella vallata ai piedi delle Pale di San Martino e della Catena del Lagorai ed è prevalentemente pianeggiante.
Contiene i territori dell'alta Val Cismon, della Valsorda, e la sinistra idrografica della media valle del Travignolo, il territorio tra Cima di Cece (2749 m s.l.m.) e Cavallazza (2322 m), ed include la cima del Cimon della Pala che costituisce il punto più elevato dell'area.

#### Idrografia
La valle del Primiero contiene numerosi torrenti, ruscelli, laghi di fondovalle e laghetti di montagna. I torrenti principali sono il Cismon, il torrente Canali, il torrente Noana ed il Vanoi. Sono presenti anche laghetti di montagna, come il lago di Manna, i laghi di Colbricon, il Lago Calaita, il lago Pisorno e il laghetto Welsperg. Inoltre ricade per metà in territorio comunale anche il Lago di Paneveggio.

#### Profilo sismico
Il Trentino presenta valori medio-bassi di sismicità. La zona di Primiero San Martino di Castrozza rientra nella zona 3 di sismicità, ossia zona con pericolosità sismica bassa, che può essere soggetta a scuotimenti modesti.

### Clima
Il clima è caldo e temperato, con una piovosità significativa durante tutto l'anno, anche in gennaio, il mese più secco. La classificazione del clima è Cfb, con una temperatura media di 9.1 °C e una media annuale di piovosità di 882 mm.
Il mese con la temperatura media più alta è luglio, con 19.1 °C, mentre quello con la temperatura media più bassa è gennaio, con -1.7 °C.

Il mese più secco è gennaio, con 39 mm di pioggia, mentre il più umido è agosto, con 104 mm.
| Fiera di Primiero          | Mesi | Mesi | Mesi | Mesi | Mesi | Mesi | Mesi | Mesi | Mesi | Mesi | Mesi | Mesi | Stagioni | Stagioni | Stagioni | Stagioni | Anno |
| Fiera di Primiero          | Gen  | Feb  | Mar  | Apr  | Mag  | Giu  | Lug  | Ago  | Set  | Ott  | Nov  | Dic  | Inv      | Pri      | Est      | Aut      | Anno |
| -------------------------- | ---- | ---- | ---- | ---- | ---- | ---- | ---- | ---- | ---- | ---- | ---- | ---- | -------- | -------- | -------- | -------- | ---- |
| T. max. media (°C)         | 2,4  | 5,1  | 9,8  | 14,5 | 18,8 | 22,8 | 25,3 | 24,1 | 21,2 | 14,2 | 8,1  | 3,6  | 3,7      | 14,4     | 24,1     | 14,5     | 14,2 |
| T. media (°C)              | −1,7 | 0,5  | 4,8  | 9,1  | 13,3 | 17,0 | 19,1 | 18,3 | 15,6 | 9,3  | 4,2  | −0,1 | −0,4     | 9,1      | 18,1     | 9,7      | 9,1  |
| T. min. media (°C)         | −5,7 | −4,1 | −0,2 | 3,8  | 7,8  | 11,2 | 13,0 | 12,5 | 10,0 | 4,5  | 0,3  | −3,8 | −4,5     | 3,8      | 12,2     | 4,9      | 4,1  |
| Precipitazioni (mm)        | 39   | 42   | 50   | 68   | 87   | 103  | 99   | 104  | 80   | 79   | 85   | 46   | 127      | 205      | 306      | 244      | 882  |
| Umidità relativa media (%) | 63   | 68   | 70   | 77   | 77   | 75   | 73   | 76   | 73   | 71   | 65   | 62   | 64,3     | 74,7     | 74,7     | 69,7     | 70,8 |

Fonti

## Origini del nome
Il nome di Primiero San Martino di Castrozza in sé proviene dalla fusione dei nomi di Fiera di Primiero (o valle del Primiero) e San Martino di Castrozza (frazione dell'ex comune di Siror).
Il nome "San Martino di Castrozza" sembra che derivi da castrum, in quanto accampamento romano di supporto durante la conquista dei territori alpini lungo la Via Claudia Augusta. Attorno al 1000 l'ospizio, dedicato ai santi Martino e Giuliano, e la chiesa, di san Martino vescovo, che una volta costituivano la città, unirono a "Castrozza" il "San Martino", creando così "San Martino di Castrozza".

## Storia

### Origini e Medioevo

#### Origini leggendarie
Secondo la leggenda la conca del Primiero era originariamente ricoperta da un'enorme distesa d'acqua, circondata tutt'attorno dalle Pale di San Martino e dalle Vette Feltrine. Nel vasto lago alpino vivevano serenamente i pesci e una lontra solitaria. Finché un giorno la lontra, stanca della sua solitudine, riuscì con pazienza e determinazione a scavarsi un varco a valle della conca: le acque uscirono tempestose e si formò la gola dello Schenèr.
Il nobile gesto, che permise all'uomo di stabilirsi in valle, valse alla lontra l'onore di essere scelta come simbolo del comprensorio e campeggiare negli stemmi dei comuni della vallata.

#### Origini archeologiche e Alto Medioevo
I siti archeologici dei laghetti del Colbricon testimoniano la presenza di cacciatori al tempo del Neolitico.
I più antichi documenti storici relativi alla valle del Primiero risalgono a poco dopo il Mille. Il territorio comunale apparteneva alla chiesa feltrina dalla discesa dei Longobardi in Italia, infatti durante il restauro della Chiesa Arcipretale di Fiera, sono state trovate le fondamenta di alcune chiese risalenti al V-VI secolo d.C. Dalle dimensioni delle chiese si evince che fosse già presente una comunità stabile.

#### Basso Medioevo
Nel 1273 vengono concessi alla comunità di valle degli statuti, con i quali veniva costituito un consiglio formato dai borgomastri delle 4 principali regole (Imer e Casal San Bovo, Mezzano, Tonadico e Siror, Transacqua e Romanico) e dall'ufficiale del vescovo, che era il capitano del Castel Pietra a Tonadico. San Martino di Castrozza invece era la sede del Gastaldo, il preposto dal Conte di Feltre, in seguito deposto dal vescovo di Trento.
Inizialmente il paese di San Martino era costituito solamente da una chiesa (l'attuale chiesa di San Martino Vescovo, a San Martino di Castrozza) e da un ospizio in mezzo alle montagne, infatti il paese centrale della vallata fu Tonadico dall'XI secolo al XV, quando la valle passò sotto il dominio della dinastia Welsperg e il centro diventò Fiera.
L'ospizio ospitava, fino all'inizio del XV secolo, una comunità di frati, e aveva il ruolo di "rifugio" per viaggiatori e viandanti che transitavano lì, infatti i frati si occupavano di fornire loro cibo, acqua e riparo durante la permanenza.
Nel 1349 Carlo IV di Lussemburgo, imperatore del Sacro Romano Impero, conquistate Feltre e Belluno dopo una rapida incursione contro i Della Scala, eresse Primiero a giurisdizione e infeudò il suo territorio al Bonifacio Lupi. Da quest'anno cesserà l'influenza veneta sulla valle, che entrerà a far parte dei domini dei conti del Tirolo. Nel 1373 gli Asburgo, divenuti possessori del Tirolo, riconoscono i diritti concessi da Carlo IV a Bonifacio e la valle passa definitivamente sotto dominio austriaco.
Il 22 marzo 1401 il Duca Leopoldo, conte del Tirolo, concede a Giorgio Welsperg la valle del Primiero per 4000 fiorini d’oro. La dinastia Welsperg mantenne il controllo della valle del Primiero per più di quattro secoli, fino alla caduta del Trentino nelle mani francesi nel 1807.

### Età Moderna
Il paese si estese, ma l'ospizio di San Martino rimase il centro religioso dell'intera vallata, dove si svolgevano feste e processioni.
Con i Welsperg venne incentivata l’attività mineraria e pian piano Primiero diventò tra i più importanti bacini minerari d'Austria attorno al XV secolo. In quel periodo il borgo di Fiera diventò un piccolo centro commerciale, anche grazie al bilinguismo italiano-tedesco. Fu in questo secolo che venne costruita la chiesa arcipretale di Fiera.
Durante il XVI secolo l'attività mineraria fu progressivamente abbandonata, ma la zona del Primiero rimase un importante centro anche grazie al commercio, che sbocciò poi per tutto il XIX secolo. Durante le vicende napoleoniche, nel 1807, la valle passò sotto la Baviera per poi essere restituita agli austriaci, che la tennero dal 1809 sotto il dipartimento del Piave.

### Età Contemporanea
Fino all'Ottocento San Martino di Castrozza era solamente un paesino di modeste dimensioni. Ma dall'Ottocento il paesino cominciò a espandersi: vennero costruiti alberghi, baracche, edifici adibiti a deposito e una cantoniera a servizio della strada. Poi sorsero altre case private.
I primi che provarono a scalare, "scoprendo" di fatto la zona del Primiero dal punto di vista dei rilievi, le Pale di San Martino furono i due viaggiatori inglesi Churchill e Gilbert, nel 1862.
Vennero poi seguiti da altri viaggiatori, tutti inglesi, come Leslie Stephan, Edward Whitthell e Amelia Edwards. Fu proprio Edward Whitthell, nel 1870, il primo ad arrivare in vetta, quindi a completare la scalata, del Cimon della Pala. Amelia Edwards invece, nel 1872 lasciò un diario accurato del suo viaggio attraverso le Dolomiti e la Valle del Primiero.
Gli scalatori inglesi furono seguiti dopo da un barone tedesco, Theodor Wundt, che riuscì a scalare la montagna e lasciò anche un racconto e delle foto della sua scalata.

In seguito alcuni alpinisti italiani, come Michele Bettega, Bortolo Zagonel e Giuseppe Zecchini, decisero di fare da guide turistiche agli scalatori e ai visitatori, dandosi il nome di Aquile di San Martino.

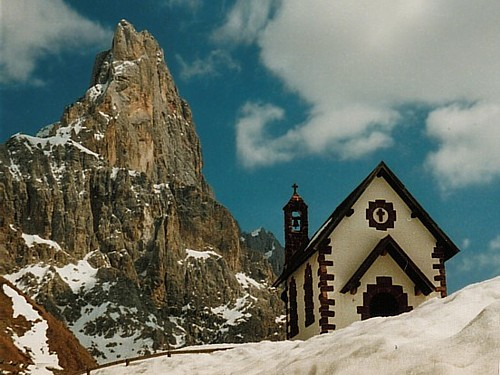
Il Cimon della Pala, scalato per la prima volta da Edward Whitthell nel 1870

Qualche anno dopo vennero anche inaugurati dei rifugi: il primo, inaugurato il 13 agosto 1889, fu il rifugio Rosetta, di proprietà della Società Alpinisti Tridentini, seguito poi nel 1897 dai rifugi Pradidali e Canali.
Intanto nella seconda metà dell'Ottocento l'ospizio venne tramutato in locanda-albergo, gestito inizialmente da Leopoldo Ben, poi (dal 1888 al 1894) da Vittore Toffol che lo ingrandì e ammodernò.
Le miniere di ferro a Fiera vennero chiuse verso la fine dell'Ottocento e per la valle incominciò un periodo di forte emigrazione, e solo all'inizio del XX secolo la valle si riprese con l'arrivo del turismo.
Fiera venne colpita da diversi incendi in questo periodo, il più importante nel 1902, che distrusse vari edifici mai più ricostruiti. La popolazione dovette lottare anche contro le frequenti alluvioni, una delle più famose e distruttive fu quella del 1882.
Il paesino si espanse lungo la strada principale, e comincerà la sua espansione anche nei dintorni solamente dopo la fine della prima guerra mondiale, quando passerà definitivamente all'Italia nel 1918. L'ex ospizio venne distrutto durante la prima guerra mondiale e non venne più ricostruito, e tutto ciò che ne è rimasto è un ponticello sul rio Pez Gaiart.

#### Prima guerra mondiale
La Prima guerra mondiale, come in tutto il Trentino-Alto Adige, ha lasciato il segno anche a Primiero San Martino di Castrozza. Il territorio si trovava all'epoca sotto l'Impero austro-ungarico, ma all'entrata del Regno d'Italia in guerra, unica nazione interessata al Trentino-Alto Adige per completare l'unità d'Italia, il 24 maggio 1915, l'impero asburgico si trovava in guerra già da un anno, e lasciò dunque quasi sguarnita la zona di Primiero. I pochi soldati presenti nella zona erano incaricati di schierarsi lungo la catena del Lagorai, che già offriva un'ottima difesa naturale.
Tra il 24 e il 25 maggio, prima di formare la linea difesa sulla catena, gli austriaci bruciarono completamente San Martino di Castrozza, incendio che distrusse diversi alberghi ma che lasciò intatta la chiesa di San Martino vescovo.
Ma con i soldati sulla catena del Lagorai la zona del Primiero finì senza difese contro gli italiani, difatti la zona venne conquistata inizialmente tra la fine di maggio e i primi di giugno 1915 fino a Caoria e San Martino, che divennero due paesi protagonisti di diversi pattugliamenti dai due eserciti, poi anche le due località vennero conquistate e da quel momento passarono tra Italia e Austria-Ungheria frequentemente, rimanendo un fronte aperto fino alla fine della guerra.
La linea del fronte e delle trincee tra Austria e Italia si attestò all'incirca dal Passo Rolle al monte Cauriol, e i due eserciti dunque si affrontarono ad altezze anche superiori a 2000 m.s.l.m.. Le trincee sono ancora oggi visibili e visitabili sulle cime del Colbricon, della Cavallazza, della Ceremana, fino al monte Cauriol.
La Spedizione punitiva non influì molto in queste zone, ma durante l'estate e l'autunno 1916 le truppe italiane partirono alla conquista del Lagorai, per poi finire il Trentino con la val di Fiemme e val Travignolo. Gli attacchi nelle cime orientali della catena (come il Colbrico, il Cavallazza o il Cardinal) però non permisero agli italiani di sfondare il fronte, ma solamente di conquistare in battaglie cruente il Passo Rolle e il monte Cauriol, così che vennero fermati in inverno dalla neve e dal ghiaccio.
La campagna riprese nell'estate 1917 con la "guerra sotterranea", e vennero fatte esplodere alcune mine sul Colbricon e alle Buse dell'Oro, ma in autunno con la sconfitta di Caporetto gli italiani dovettero ritirarsi fino al Piave e al Monte Grappa. Gli austriaci così poterono riscendere nella valle ed entrarono a Fiera di Primiero il 6 novembre 1917. Queste zone rimasero quindi sotto il controllo austriaco fino al successivo attacco italiano, a novembre 1918.
Il 4 novembre 1918 gli austriaci fuggirono inseguiti dagli italiani lasciando la zona del Primiero in poco tempo e in maniera abbastanza precipitosa, infatti hanno lasciato vari reperti ora conservati nei musei.
La zona subì anche un bombardamento aereo da parte della 15ª compagnia aerea imperial-regia austriaca guidata dal tenente Hans Folk da Millowitz il 23 maggio 1917. L'obiettivo era il deposito di munizioni e il comando della brigata Calabria.
Il segno lasciato dalla Grande Guerra in questa zona è testimoniato soprattutto dalla mostra permanente della Grande Guerra sul Lagorai, a Caoria, dal Museo della Grande Guerra a San Martino e da diversi libri e testimonianze oculari raccolte nei musei o nelle biblioteche. Sono anche presenti diversi diari o scritti testimoni oculari.

#### Primiero italiana (post-Prima guerra mondiale)
Nel 1927 il comune di Fiera di Primiero venne aggregato ai comuni di Sagron Mis, Tonadico, Siror e Transacqua nel comune di Primiero, con sede a Fiera. Questo comune è stato sciolto poi nel 1946 con la fine della seconda guerra mondiale.
Nel 1966 un'altra delle frequenti alluvioni provocò ingenti danni e distruzioni nel comune e nei dintorni.
L’autonomia del Trentino-Alto Adige venne sancita dall'Accordo De Gasperi-Gruber dopo la seconda guerra mondiale e dal 1972 il territorio trentino è suddiviso nelle due province autonome di Trento e Bolzano.

### Simboli
Stemma
Per metà di colore argento e per metà di rosso sullo sfondo, colori che si invertono nella rosa a sei petali al centro. In cima c'è la corona muraria di Comune e attorno allo stemma ci sono due ramoscelli, intrecciati da un nastro tricolore.
Blasonatura: partito d'argento e di rosso alla rosa a sei petali, 3 e 3, dell'uno nell'altro, con il talamo del campo.
Gonfalone
È costituito da un drappo rettangolare suddiviso in due bande verticali, quella a sinistra bianca e quella a destra rossa, frangiato, ricamato d’oro e terminante nel basso con quattro liste. Sopra c'è scritto "Comune di Primiero" e sotto "San Martino di Castrozza", appunto per formare "Comune di Primiero San Martino di Castrozza". L’asta è ricoperta da una guaina a colori alternati bianco e rosso disposti a spirale, ed è legata mediante un cordone a nappe d’oro.

## Monumenti e luoghi d'interesse

### Architetture religiose
- Chiesa di Santa Maria Assunta. Non ci sono informazioni certe sulle origini della chiesa di Fiera, perché i relativi documenti conservati nell'archivio vescovile di Feltre sono andati perduti a causa di un incendio, ma la prima documentazione trovata risale al 1206, in cui la chiesa si trovava al centro della valle e delle vie che arrivavano da Feltre e toccavano tutti i paesini montani del Trentino. Per anni questa fu la chiesa principale di un vasto territorio, e tutte le altre chiese presenti sul territorio di Fiera dipendevano in tutto e per tutto da questa chiesa. La chiesa di Santa Maria Assunta ebbe questo ruolo centrale su tutte le cappelle del territorio fino al Cinquecento circa, quando alcune parrocchie iniziarono a ottenere il titolo curaziale, ma solo nell'età contemporanea tutte le chiese del territorio furono completamente indipendenti. Nel 1460 la vecchia chiesa venne distrutta, e al suo posto ne venne costruita un'altra, che è quella attuale. Il 17 maggio 1642 il vescovo di Feltre Zerbino Lugo, durante una visita pastorale nella canonica di Primiero, elevò la chiesa parrocchiale ad arcipretura. Nel 1661 l'arcipretura fu assunta da don Nicolò Inama di Fondo che la resse per ventitré anni. Con lui sorse anche la Chiesa della Madonna dell'Aiuto. La parrocchia di Fiera è sede di decanato[53] del Primiero.[54]
- Chiesa della Madonna dell'Aiuto. La chiesa fu costruita per volontà del popolo, al centro di Fiera di Primiero tra il 1663 e il 1668. La facciata a capanna, di granito e decorata da un grande dipinto murale, fu ricostruita tra il 1948 e il 1950. La torre della campana invece, rivestita di mattoni, fu realizzata nel 1910. L'interno è un'aula rettangolare coperta da una volta a padiglione, con un presbiterio con volta a crociera, occupato da un altare ospitante la tela della Madonna dell'Aiuto.[55]
- Chiesa di San Martino vescovo. Situata nel centro storico di Fiera di Primiero. Fu costruita probabilmente nel XII secolo, poi fu ampliata nel XVI. La chiesa è caratterizzata da numerosi dipinti murali sia interni che esterni. La facciata a capanna è costituita da un portale architravato sormontato da un frontone dipinto. All'interno è presente un'unica navata con paramento murario a vista, conclusa da un'abside semicircolare. Il soffitto a cassettoni fu realizzato nel 1674. Nelle fiancate sono presenti contrafforti e barbacani. L'abside è ripartita da semicolonne con capitelli cubici. Le strutture portanti verticali sono caratterizzate da una muratura di pietre intonacata. Il tetto è costituito da due spioventi rivestiti da tegole.[56] La chiesa, dopo essere stata presumibilmente fondata nel XII secolo, venne per la prima volta menzionata nel 1206. Nel XIII secolo venne decorata da affreschi all'interno. Nel XVI secolo venne ampliata la parte interna e vennero dipinti altri affreschi sia all'interno che all'esterno dell'edificio. Nel 1674 venne rifatto un nuovo soffitto, e alla fine del XIX secolo nella fiancata meridionale venne realizzato un grande affresco da Leonardo Feldkircher. Nel 1953 gli affreschi vennero restaurati e nel 1982 la chiesa venne riaperta al pubblico, dopo un ulteriore restauro. Poi dal 2002 al 2012 c'è stato un altro restauro, dove è nuovamente stato rifatto il tetto.[57]
- Chiesa dei Santi Vittore e Corona. La chiesa è nella frazione di Tonadico.
- Chiesa di San Marco. Parrocchiale a Transacqua
- Chiesa di Sant'Andrea Parrocchiale a Siror
- Chiesa dei Santi Martino e Giuliano. Parrocchiale a San Martino di Castrozza
- Chiesa di San Sebastiano. Parrocchiale a Tonadico
- Statua del Cristo pensante. La statua si trova sulla cima Castellazzo (2333 m), nelle Pale di San Martino a Tonadico. Accanto alla statua c'è anche una grande croce in legno. La statua è stata realizzata dallo scultore Paolo Lauton mentre la croce da Pierpaolo Dellantonio, tutti e due originari di Predazzo. A portare sulla cima la statua e la croce è stato un elicottero CH 47 "Chinook" dell'Aviazione Militare Italiana.[58] La statua e la croce sono una meta per un percorso di trekking, percorso derivato da una tradizione di fede polacca. La statua è stata ricavata da un blocco di marmo bianco locale, la "predazzite", pesa 2500 kg e ha richiesto 6 mesi di lavoro per venir completata. La croce invece pesa circa 700 kg.[58]

### Architetture civili

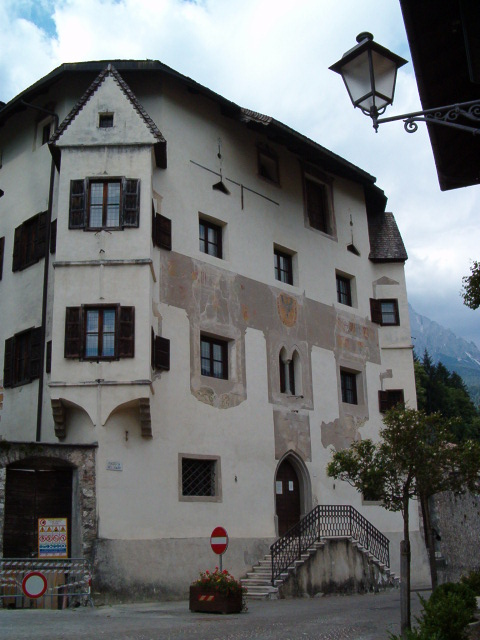
Il Palazzo delle miniere

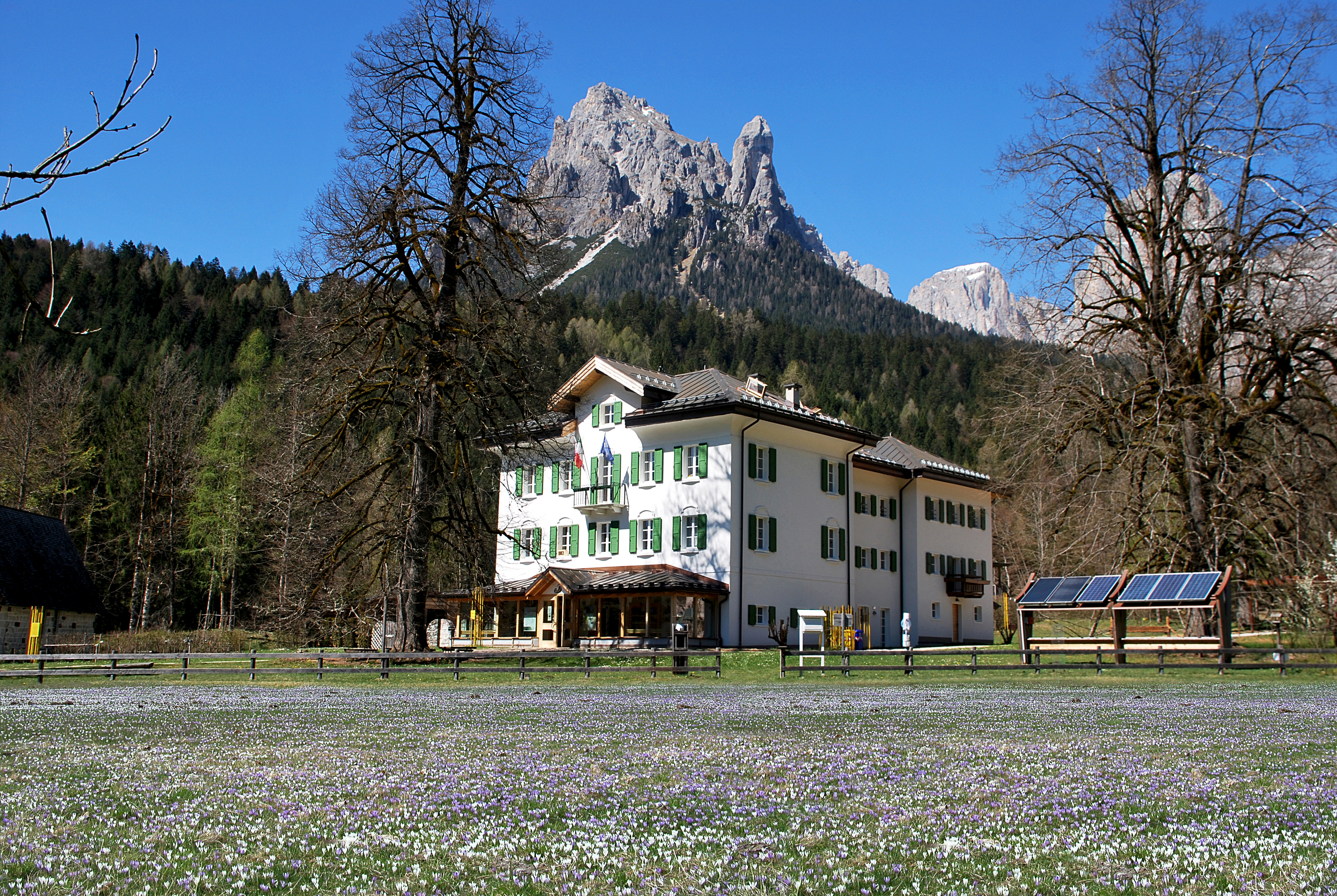
Villa Welsperg

- Palazzo delle miniere. Costruito verso la metà del Quattrocento in stile tardo-gotico, venne ristrutturato nel 1558 e restaurato in seguito nel 1988. Nel Palazzo è allestito un piccolo museo etnografico, organizzato su tre piani. Ci sono le sale del fabbro, del sellaio, del seggiolaio ambulante, del falegname, le sezioni filatura e tessitura, fienagione e coltivazione, oggetti di uso domestico, e casearia. Inoltre è possibile trovare materiale sull'attività nelle miniere e sui lavori dell'ingegnere Luigi Negrelli, primierotto e progettista di alcune ferrovie europee, oltre al canale di Suez.[59] In passato ci abitava Sigismondo, Arciduca d'Austria e Conte del Tirolo, che fece costruire il palazzo per farne la sede del Bergrichter, il giudice minerario che sovrintendeva alle miniere e alle selve di Primiero.[60][61]
- Casa Primierotta (Canònega Vècia). La vecchia canonica della pieve, risalente al Quindicesimo secolo, è formata da varie stanze e oggetti tipici primierotti.[62][63]
- Palazzo Scopoli, anche noto come Casa del Cibo, è una sorta di museo alimentare allestito dentro Palazzo Scopoli, a Tonadico, e offre degustazioni e conferenze sulla cucina e sui prodotti tipici del Primiero.[64] Il Palazzo venne costruito nell'XI secolo, come granaio-magazzino. Più tardi divenne residenza del Capitano di Giustizia e del Vicario del Vescovo di Feltre. Dal 1273 sono conservati presso il Palazzo gli Statuti, i “diritti” concessi dal feudatario alla comunità di valle. Nel 1329, con il passaggio del territorio all'Impero d'Austria, divenne residenza dei conti del Tirolo e successivamente dei conti Welsperg della Val Pusteria. Questi lasciarono in seguito il Palazzo per trasferirsi a Fiera. Nel 1500 il palazzo venne ceduto agli Scopoli, che lo abbellirono ed ampliarono. Tra l'800 e il '900 divenne una sorta di residenza popolare. Palazzo Scopoli è tornato ad essere sede amministrativa dopo il restauro finito nel 2003. Il palazzo è caratterizzato dalla presenza di due bifore, affreschi e qualche portale in pietra.[65]
- Ecomuseo del Vanoi. L'ecomuseo del Vanoi è un museo che organizza vari eventi e si occupa di vari temi riguardanti la natura.[66]
- Villa Welsperg. Costruita vicino al laghetto Welsperg e antica residenza dei Conti Welsperg, fu costruita nel 1853 e dopo essere stata ristrutturata e modernizzata, dal 1996 è la sede dell'Ente Parco Paneveggio Pale di San Martino e ne ospita gli uffici amministrativi e tecnici e il Centro Visitatori. Villa Welsperg è composta da tre edifici, la villa, la chiesetta e il fienile, e il giardino, ai bordi di un grande prato-pascolo.[67]

### Architetture militari

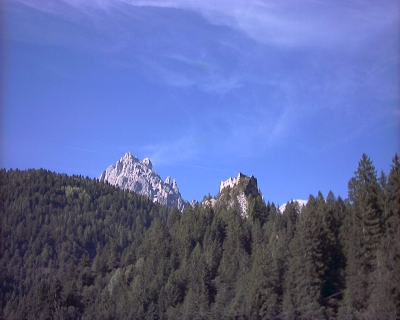
Castel Pietra
Il castello risale al XIII secolo e venne ampliato, fino ad arrivare alla forma attuale, nel corso del Quattrocento. Oggi è una proprietà privata ma è possibile visitarlo prendendo accordi con i proprietari.

### Aree naturali

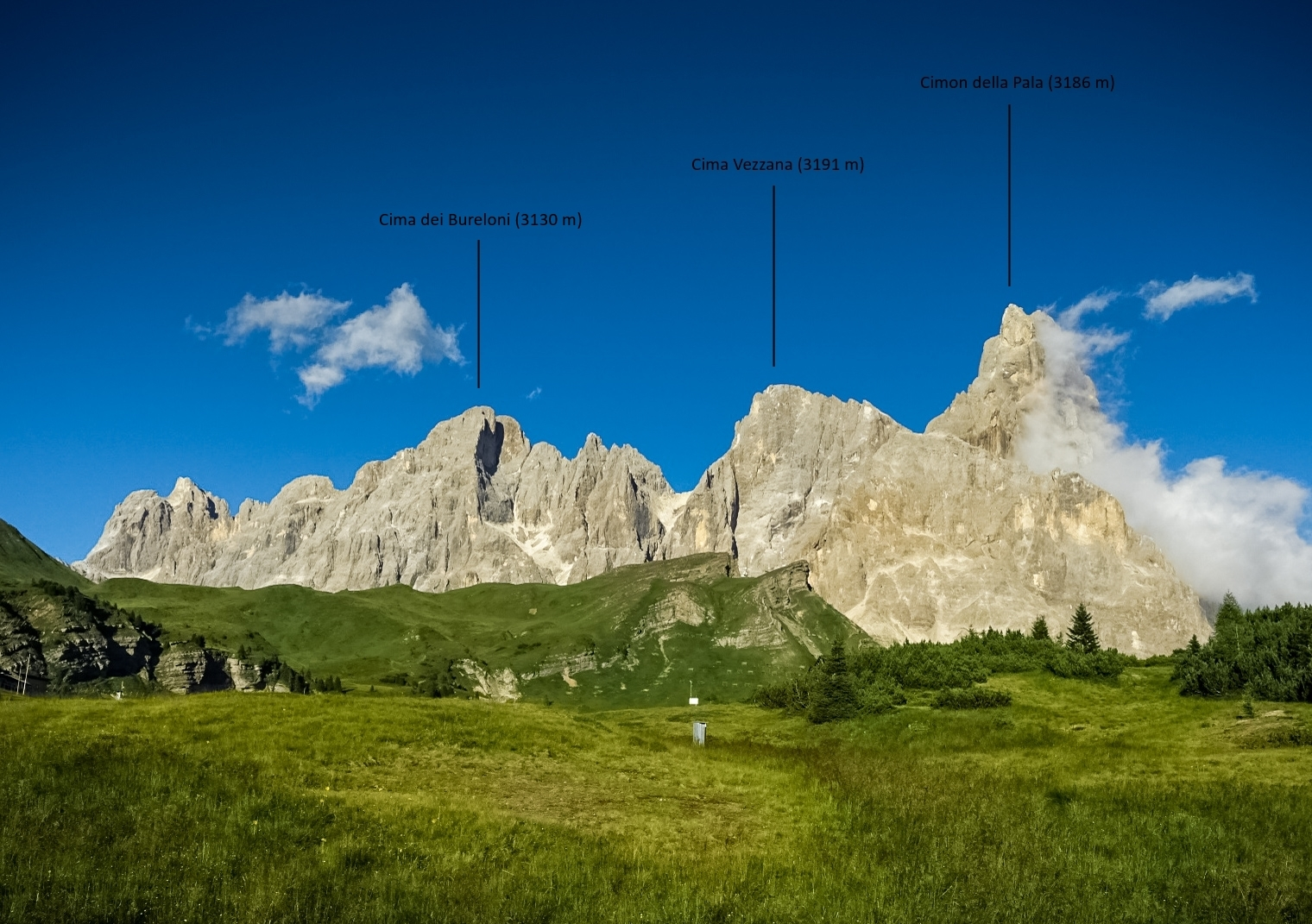
Il Passo Rolle e i suoi monti principali

Il territorio comunale è compreso nel Parco naturale Paneveggio - Pale di San Martino, un'area protetta che si estende in tutta la valle del Primiero per 19.726,09 ettari (dal 1987) e il suo scopo è quello di tutelare le caratteristiche naturali e ambientali, promuovere lo studio scientifico e l'uso sociale dei beni ambientali.
- Passo Rolle: comprende i monti più alti del territorio, e, posto a quasi 2000 m s.l.m., collega la valle del Primiero e la Val di Fiemme. È situato sulla Strada statale 50 del Grappa e del Passo Rolle, ed è completamente circondato dalle montagne più alte della zona, tra cui il Cimon della Pala e il Vezzana.[70]
- Cima della Rosetta: uno dei monti più importanti del territorio, si trova all'interno del Parco naturale Paneveggio - Pale di San Martino.[71]
- Lago Welsperg

## Società

### Evoluzione demografica
Abitanti censiti

I dati sono la somma degli abitanti censiti negli anni nei singoli comuni costituenti il nuovo comune.

### Etnie e minoranze straniere
La popolazione straniera residente nel comune al 1º gennaio 2018 corrisponde al 5% del totale dei residenti, ossia 271 stranieri su un totale di 5.401 abitanti.
La comunità straniera più numerosa è quella rumena (103 persone, pari al 38% della popolazione straniera residente), seguita da quella albanese (64 persone, 23,6% della popolazione straniera residente).

### Lingue e dialetti
Il dialetto parlato nel Primiero è il dialetto primierotto, variante settentrionale della lingua veneta, ed è affine al dialetto rustico parlato nell'area di Feltre (provincia di Belluno), anche se un po' influenzato dai vicini dialetti trentini, dal valsuganotto, dal tedesco e dal ladino.

### Religione
La religione principale è il cattolicesimo come per il resto d'Italia, fatto testimoniato dalla presenza di diverse chiese e feste a sfondo religioso. Tra i residenti stranieri sembra diffuso anche l'islamismo e il cristianesimo ortodosso.

### Tradizioni e folclore
Primiero San Martino di Castrozza è pieno di tradizioni, "acquisite" dagli ex comuni che lo compongono:
- Gran festa del desmontegar: Avviene solitamente alla fine dell'estate, nell'ultima settimana di Settembre, e vacche, capre, cavalli e asini, ornati da fiori, erbe, fiocchi e campanacci sfilano per i paesi del Primiero. L'evento culmina con la "domenica della desmontegada", la domenica della quarta settimana di settembre, dove si offrono degustazioni di prodotti caseari e dell'allevamento.[76][77][78][79]
- Mercatini di Natale/Christkindlmarkt: Lungo le vie del centro storico del paesino di Siror, a Dicembre, sono sparse casette di legno, bande musicali, zampognari e cori di montagna durante la vendita dei prodotti tipici del Primiero.[76][80]
- Feste e sagre: Dalla primavera all'autunno, tutti i paesini sono animati da varie feste e sagre: la Boskavai di Imer, i mercatini di Pasqua a Fiera di Primiero, la sagra del Carmine e Carmenin a Mezzano, il Palio della Sloiza a Transacqua, En Giro par i Filò a Tonadico, la festa della Dorc a Siror, la festa del Canederlo a Imer, la festa delle Brise a Caoria e molti altri.[76]

### Istituzioni, enti e associazioni
Per il periodo estivo vengono istituiti dei centri per la medicina turistica, mentre per il resto dell'anno basta chiamare il pronto soccorso e vista la grande lontananza (l'ospedale più vicino, quello di Feltre, si trova a 42 km da Fiera di Primiero e a 55 da San Martino di Castrozza) in città c'è un centro di atterraggio per gli elicotteri, che frequentemente trasportano così quelli che hanno fatto la chiamata.
Nel territorio comunale sono presenti due corpi di Viglili del Fuoco Volontari presso Transacqua e San Martino di Castrozza, inquadrati nella Federazione dei Corpi dei Vigili del Fuoco Volontari del Trentino, e una dei Carabinieri (Fiera di Primiero), più una ex-caserma della Guardia della Finanza a Passo Rolle.
Inoltre nel territorio comunale e nei dintorni sono presenti molte associazioni, per un totale di 81.

## Cultura

### Istruzione

#### Biblioteca
Sono presenti sul territorio comunale due biblioteche, di cui una nel vicino comune di Mezzano e una a Fiera di Primiero.
La sede centrale della "Biblioteca intercomunale di Primiero" comunque si trova a Fiera di Primiero.
La biblioteca centrale, istituita nel 1970, divenne nel 1978 Ente sovracomunale. In quell'occasione venne istituito il Consorzio Biblioteca intercomunale di Primiero, a cui partecipavano i comuni di Fiera di Primiero, Imer, Mezzano, Siror, Tonadico e Transacqua.
La Biblioteca è gratuita e rivolta a tutti i cittadini residenti nei comuni o ex comuni del Consorzio Biblioteca intercomunale di Primiero.
Tra libri, riviste e supporti multimediali ci sono circa 46.000 documenti.

#### Ricerche
Nel 2011 c'è stata una ricerca scientifica sul comportamento del cervo, promossa dal Parco naturale Paneveggio Pale di San Martino, l'Associazione Cacciatori Trentini, il Servizio Foreste e Fauna della Provincia autonoma di Trento e l'Università di Siena.

#### Scuole
Nel territorio comunale di Primiero San Martino di Castrozza è presente 1 asilo nido, 4 scuole materne (tre pubbliche,a Transacqua, Tonadico e San Martino di Castrozza, e una privata), 3 scuole primarie (una a Siror, una a San Martino di Castrozza e una a Tonadico), 1 scuola secondaria di primo grado e 2 scuole secondarie di secondo grado, un Liceo Scientifico a Fiera di Primiero e un Istituto Tecnico Economico e Tecnologico sempre a Fiera di Primiero.

#### Musei
Il Palazzo delle miniere si funge anche da museo al suo interno, unico museo presente sul territorio comunale.

### Media
- Stampa: Vari giornali con una diffusione provinciale o regionale hanno sede nel comune di Primiero di San Martino di Castrozza[98]. Il più importante è La Voce del NordEst[99].
- Radio: La più importante stazione radiofonica comunale è Radio Primiero.[100]

### Arte

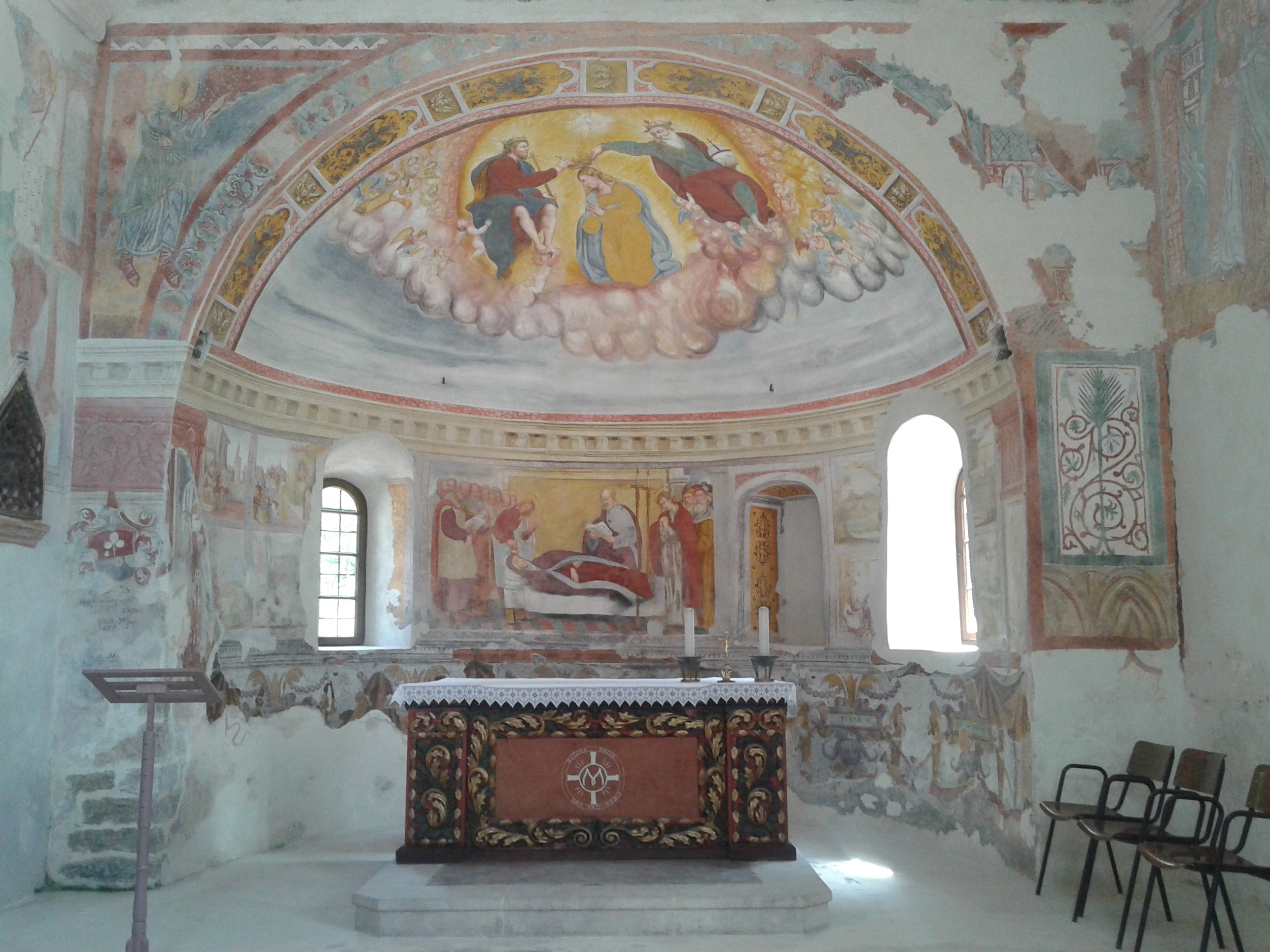
Presbiterio della Chiesa di San Vittore, Tonadico

Gli unici dipinti documentati sono quelli dell'artista di Tonadico Leonardo Feldkircher, che dopo aver studiato a Feltre ed aver girato gran parte del Trentino, nella valle di Primiero ha realizzato l'affresco di San Sebastiano nella chiesa di Tonadico, quello del battesimo di Cristo nella chiesetta di San Martino a Pieve e la pala Madonna con Santi Rocco e Sebastiano sul Capitello della Peste a Mezzano.
A Fiera di Primiero si realizzano sculture in legno.

### Teatro
A Tonadico durante l'estate si organizza un Campus Teatrale nel Teatro parrocchiale, mentre i due teatri più importanti sono il Teatro Samovar e il Teatro parrocchiale.
I teatri a volte possono essere sostituiti anche dal grande Auditorium Intercomunale a Fiera di Primiero.

### Cinema
L'Auditorium Intercomunale si funge anche da cinema, l'unico del comune.
Il film più importante girato a Primiero San Martino di Castrozza è "SConnessi".

### Musica
A Primiero annualmente cade il "Primiero Dolomiti Festival Brass" che raccoglie tutti i gruppi di ottoni più famosi al mondo, tra cui anche i Canadian Brass.

### Cucina

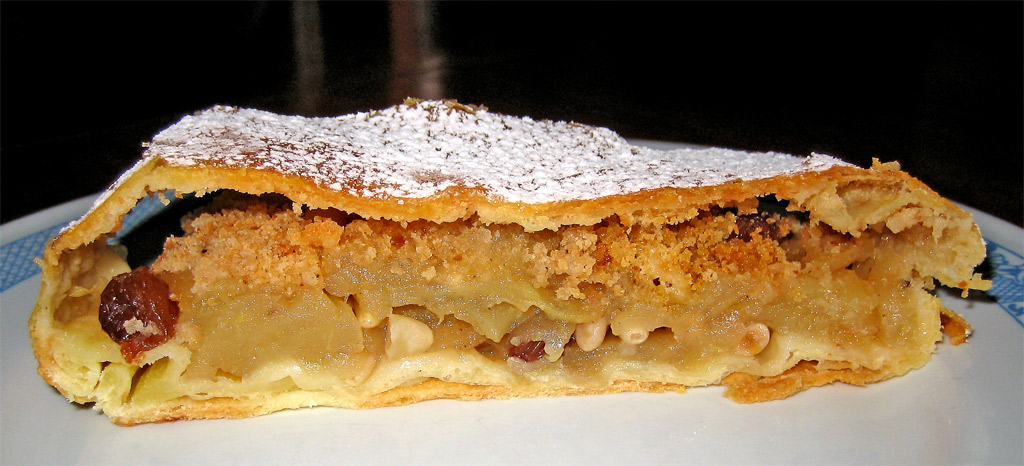
L'interno di uno strudel di mele, uno dei dolci più famosi tipici trentini

La cucina tipica locale è quella tipica trentina:
- Primi piatti: I primi piatti tipici della cucina trentina sono molti: dagli Spatzle a i canederli, compresi anche gli strangolapreti, gli Smacafam e altri tipi di zuppe e di risotti

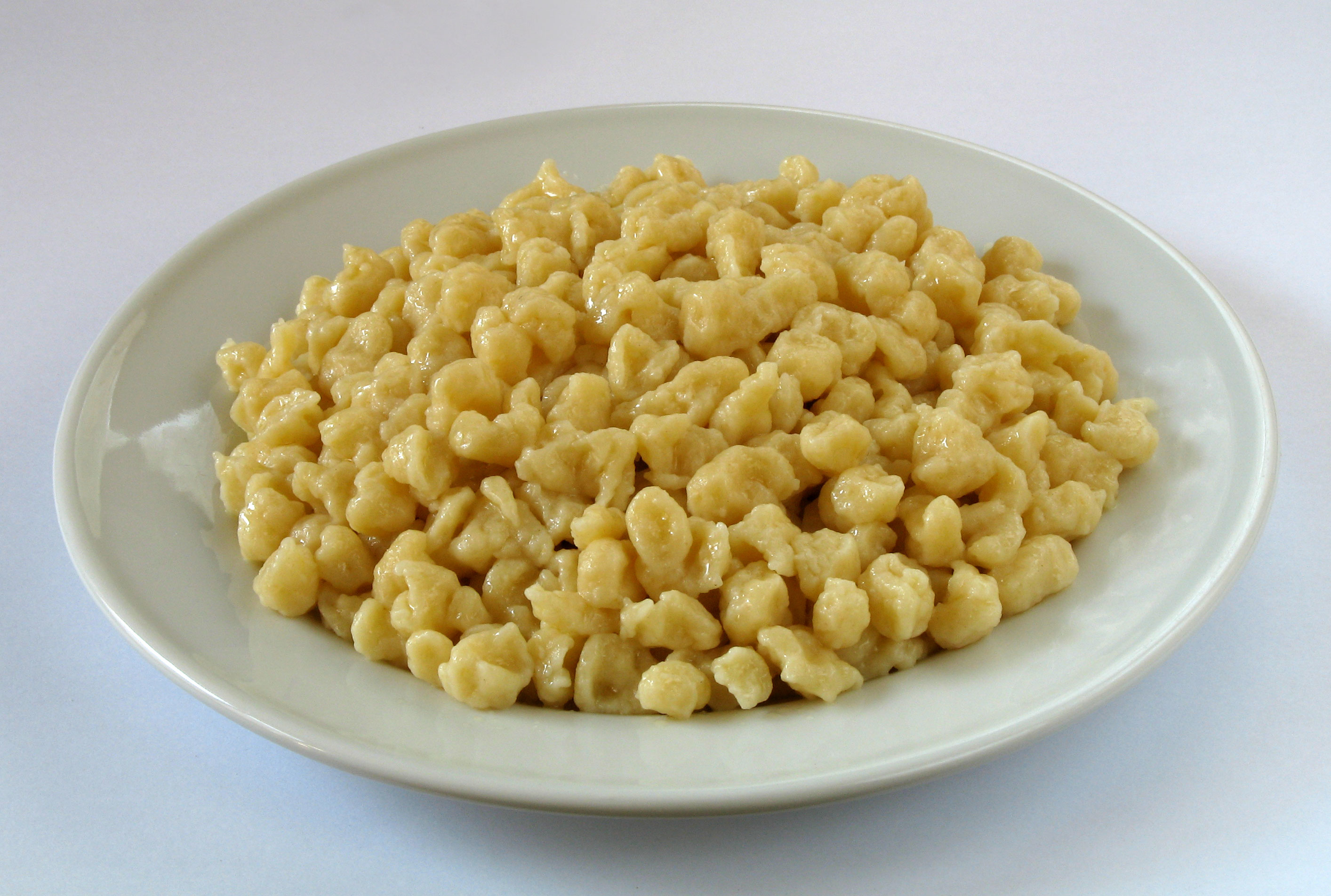
Gli Spatzle, uno dei primi piatti tipici della cucina trentina

- Secondi piatti: Alcuni dei secondi piatti tipici della cucina trentina sono la Carne salada del Trentino, la Ciuiga, la Luganega, la Mortandela e la Torta di patate.
- Contorni, verdure e formaggi: Specialità primierotte e trentine sono il crauti, la polenta (anche polenta di patate), la Mosa, il Casolet, il Puzzone di Moena, il Tosèla, la Spressa delle Giudicarie e il Vezzena di Lavarone.
- Dolci e vini:I dolci più tipici sono il Grostoi, lo Straboli, lo Strudel e il Zelten. Un vino molto famoso prodotto in trentino è il Casteller, seguito poi anche dal Teroldego e dal Vino Santo.

### Eventi
A Primiero e nei dintorni si organizzano i vari eventi, come ad esempio il Rally San Martino, arrivato nel 2018 alla 38ª edizione, e tappa del Campionato Italiano WRC 2018.
Inoltre ci sono vari eventi musicali, gastronomici (soprattutto sulle specialità del luogo), oltre che eventi paesaggistici e naturalistici.

## Geografia antropica

### Suddivisioni amministrative
Il comune è suddiviso in cinque circoscrizioni (che possono comprendere più frazioni e località), corrispondenti ai quattro vecchi comuni di Fiera di Primiero, Siror, Tonadico e Transacqua e al territorio di San Martino di Castrozza (che in precedenza era una frazione condivisa tra i comuni di Siror e Tonadico).
Nei primissimi anni successivi alla fusione ogni circoscrizione costituiva un municipio, con un pro-sindaco e da due consultori votati dagli elettori, tuttavia tali organismi sono stati in seguito abrogati.

### Frazioni e altre località del territorio
Di seguito la lista delle frazioni e delle altre località ancora non riconosciute come frazioni presenti nel territorio. Tra parentesi è indicato il municipio di appartenenza.

#### Frazioni
- Fiera di Primiero - Alla destra del Cismon poco oltre Transacqua, è la suddivisione più piccola con appena 0,15 km² (prima della fusione era infatti il secondo comune più piccolo d'Italia)
- Nolesca (Siror) - Borgata di 100 abitanti posta sulla destra del Cismon, poco a monte di Siror.
- Passo Rolle (Siror) - Valico a nord di San Martino che mette in comunicazione il Primiero con la val di Fiemme.
- Pieve (Transacqua) - 540 abitanti[111], si trova alla destra del Cismon, in perfetta continuità con l'abitato di Fiera di Primiero: il vecchio confine comunale si snodava tra gli edifici passando di fronte all'antica pieve di Santa Maria Assunta, da cui trae il nome (ma che si trova nel municipio di Fiera). Dal punto di vista ecclesiastico, l'abitato fa parte della parrocchia di Fiera di Primiero, che ha sede nella suddetta chiesa. Il villaggio mantiene ancora la tipica struttura urbana, con le abitazioni addossate le une alle altre e divise da stretti vicoli (in dialetto canisèle). Tra gli esempi meglio conservati di architettura locale si cita casa Lenzi, con il pavimento in laste di pietra, il larìn (focolare) e le finestre strombate. Si aggiungono, affacciata al piazzale di fronte alla chiesa, due edifici dalle evidenti linee signorili[112].
- San Martino di Castrozza - Il principale centro turistico del Primiero, verso la fine della valle del Cismon. Prima dell'istituzione dell'odierno comune, era suddiviso tra Siror (riva destra del torrente) e Tonadico (riva sinistra), costituendo un'exclave di quest'ultimo.
- Siror - Alla sinistra del Cismon e a nord di Tonadico.
- Tonadico - Alla destra del Canali, poco più a monte della sua confluenza nel Cismon.
- Transacqua - Alla sinistra del Canali, poco più a Valle della confluenza nel Cismon e quasi di fronte a Fiera.

#### Località
- Fol (Transacqua) - Sulla riva sinistra del Canali, di fronte a Tonadico. Il toponimo si riferisce a un impianto per la follatura della lana[112].
- Forno (Transacqua) - Sempre sulla riva del Canali, ma poco più a sudovest di Fol.
- Isolabella (Transacqua) - In corrispondenza della confluenza del Canali nel Cismon, presso il ponte che conduce a Fiera.
- Navoi (Transacqua) - La zona ancora poco urbanizzata a sud di Transacqua.
- Ormanico (Transacqua) - Borgo posto poco più a nord di Transacqua.
- Passo Cereda (Tonadico) - Il valico (1369 m s.l.m.) che collega la val Canali alla valle del Mis.
- Passo Valles (San Martino di Castrozza)
- Sangrillà (Transacqua) - Una manciata di edifici localizzata alla destra del Cismon, accessibile solo attraversando Fiera di Primiero, in quanto situata appena a ponente di piazza Battisti.
- Toè (Transacqua) - Poco a valle del passo Cereda, venendo da ovest.
- Tressane (Tonadico) - Posta alla confluenza del torrente Canali nel torrente Cismon.
- Val Canali (Tonadico) - La valle solcata dall'omonimo torrente che inizia da Tonadico e termina ai piedi del settore sudorientale delle Pale di San Martino.

## Economia

### Agricoltura
Si coltivano principalmente cereali, barbabietole da zucchero, viti e mele. Nel territorio sono presenti diverse medie aziende agricole e grandi territori coltivati.
L'allevamento è abbastanza diffuso: sono presenti diversi tipi di formaggi e di latte, che sono la specialità della città, ma tra le eccellenze gastronomiche del territorio ci sono anche insaccati affumicati e salami.
Si allevano principalmente bovini e suini. L'allevamento occupa gran parte della popolazione, soprattutto nella frazione di Imer.
La pesca è diffusa come sport, con vari eventi e un'associazione pescatori, ma pare che non sia uno dei principali mezzi di sostentamento della zona

### Artigianato
Tipici nell'artigianato sono gli oggetti di legno, inoltre sono presenti ben 5 negozi specializzati in artigianato nel territorio.

### Turismo
San Martino di Castrozza e il territorio circostante, che ora fa parte del territorio comunale di Primiero, sono una meta sciistica di medie dimensioni. Il territorio comunale conta 23 impianti di risalita funzionanti in inverno e 4-5 funzionanti in estate, nonché 19 piste sciistiche in territorio comunale, che diventano 143 piste totali se si comprendono anche Val di Fassa, Val di Fiemme e Alpe Lusia/San Pellegrino.
In tutto le 19 piste di San Martino sono lunghe 62 km, e arrivano fino ad un'altitudine di 2357 m.s.l.m.
Il turismo sciistico a Primiero è di lunga data: la Cabinovia Tognola, primo impianto di risalita del comune e che di fatto ha dato il via alla tradizione e al turismo sciistici a San Martino di Castrozza, è stata inaugurata (come slittovia) 61 anni fa, nel 1937, con Herman Panzer.
Inoltre, sono presenti altri 30 km di piste per gli atleti che praticano lo Sci nordico, attraendo quindi anche numerosi sportivi.
Il truismo sciistico è uno dei punti fondamentali di Primiero San Martino di Castrozza, però le altre fonti turistiche con il tempo sono riuscite quasi a eguagliare la popolarità del turismo invernale con il passare del tempo: il turismo escursionistico e l'architettura tradizionale del paese ed i suoi castelli, che hanno permesso lo sviluppo di un turismo storico-artistico, costituiscono il 5% degli arrivi dell'intera provincia, contro il 6% del turismo invernale.

## Infrastrutture e trasporti

### Strade
Tutto il territorio comunale di Primiero di San Martino di Castrozza è attraversato dalla Strada statale 50 del Grappa e del Passo Rolle, unica strada statale che attraversa la vallata. Parte da Ponte nelle Alpi e attraversa parte della provincia di Belluno e di Trento, per un totale di 116 km.
Il territorio comunale è vicino anche alla strada provinciale 79 del Passo Brocon e la strada provinciale 81.

### Ferrovie, aeroporti e trasporti urbani
Passano vicino al comune 2 linee ferroviarie, la Padova-Belluno-Calalzo e la Verona-Brennero, collegate al territorio comunale mediante autobus.
Gli aeroporti più vicini sono quello di Treviso (70 km), quello di Venezia (95 km) e quello di Verona (155 km).
Passano 8 linee di autobus per il territorio comunale.

### Impianti a fune
Gli impianti a fune funzionanti durante l'estate sono la Cabinovia Colverde e la Funivia Rosetta, che raggiungono le Ski Area Rolle, Colverde e Ces. Poi, ci sono la Cabinovia Tognola e la Seggiovia Paradiso-Passo Rolle.
Gli impianti a fune dichiarati funzionanti durante l'inverno invece sono 3 cabinovie, 4 seggiovie da 4 posti, 1 seggiovia da 8 posti, 3 seggiovie da 3 posti, 3 seggiovie da 2 posti, 2 seggiovie a 4 posti veloci (per un totale di ben 13 seggiovie) e 7 skilift e tappeti, per un totale di 23 impianti di risalita totali.

## Amministrazione
| Periodo           | Periodo           | Primo cittadino | Partito                                                                            | Carica                  | Note    |
| ----------------- | ----------------- | --------------- | ---------------------------------------------------------------------------------- | ----------------------- | ------- |
| 1º gennaio 2016   | 8 maggio 2016     | Paola Matonti   |                                                                                    | Commissario prefettizio | [ 132 ] |
| 9 maggio 2016     | 19 Settembre 2020 | Daniele Depaoli | Liste civiche Uniti si può, Futuro comune e Nuove Prospettive                      | Sindaco                 | [ 133 ] |
| 22 settembre 2020 | 3 Maggio 2025     | Daniele Depaoli | Liste civiche Prospettive Future, Obiettivo Comune e Per Tutti                     | Sindaco                 | [ 134 ] |
| 4 Maggio 2025     | in carica         | Daniele Depaoli | Liste civiche Primiero in Prospettiva, Innovazione & Tradizione e Giovani in Vetta | Sindaco                 | [ 134 ] |

### Gemellaggi
Schönberg im Stubaital

## Sport
A Primiero San Martino di Castrozza è presente la U.S. Primiero, un'Associazione Sportiva Dilettantistica che raccoglie molti sport: Orienteering, Sci nordico, Slittino, Sci alpino, Calcio, Ciclismo, Atletica, Pallavolo, Arrampicata, Snowboard e Bocce.
La sezione calcio partecipa regolarmente ai campionati provinciali, più precisamente la Prima Categoria, settimo livello del calcio italiano. I 3 campi principali in cui gioca la prima squadra sono il Centro Sportivo Intercomunale di Mezzano, il Campo sportivo di Imer e il Campo sportivo Intercomunale di Tonadico.
La sezione pallavolo, nata nel 2001, è una delle squadra più importanti e seguite di Primiero, con 60 atleti iscritti al 2018.
La sezione ciclismo nasce negli anni novanta come "unificazione" di altre società ciclistiche primierotte. Si organizzano corsi e si incentiva molto l'attività giovanile, anche se ci sono atleti che gareggiano a livello agonistico.
La sezione Sci nordico partecipa a diverse gare e i suoi atleti hanno partecipato anche a gare internazionali. Gli atleti sciano nel Passo Cereda.
La sezione Sci alpino si divide in settore agonistico e non agonistico, e quello agonistico partecipa a tutte le gare del calendario FIS.
Dal 1998 esiste anche la sezione Snowboard, che partecipa alla Triveneto Cup ed vanta di essere una delle prime squadre affiliate alla FISI

### Prima Guerra Mondiale
- Edoardo Zagonel e Fiorenzo Simion, Storie e ricordi della Prima Guerra Mondiale in Primiero, 2008.
- Edoardo Zagonel e Renato Zanolli, Forti e Trincee, 2ª ed., De Bastiani, 31 ottobre 2014, ISBN 88-84663865.
- Quinto Antonelli, Cent’anni di Grande guerra. Cerimonie, monumenti, memorie e contromemorie, Donzelli Editore, 2018, ISBN 978-88-68437282.
- Guido Alliney, La Grande Guerra in Trentino, 2011.
- Adone Bettega, Grande Guerra in Val di Fiemme-Fassa e Biois: Cima Bocche, Passo San Pellegrino, Passo Valles, Pale di San Martino, Passo Rolle, Val Travignolo, 2010.
- Quinto Antonelli e Gianfranco Bettega, Il prete, il podestà, la guerra: Primiero 1915-1918: i diari di don Enrico Cipriani ed Enrico Koch, 2008.
- Sisto Monti Buzzetti, Scusate la calligrafia: lettere dal fronte, 2008.
- Luigi Agostini, “Sull’aspre cime del Monte Cauriol” 1915-1918: con il battaglione Feltre dalla Valsugana al Grappa, 2006.
- Adone Bettega, Soldati contro montagne: cronache della prima guerra mondiale dalla val di Fiemme al passo San Pellegrino, Primiero, Vanoi, Monte Cauriol, 1998.
- Adone Bettega, 1914-1918: Tra le rocce , il vento e la neve: storia ed immagini della Grande Guerra sui monti di Vanoi e di Fiemme, 1996.
- Luciana Palla, Il Trentino orientale e la Grande Guerra: combattenti, internati, profughi di Valsugana, Primiero e Tesino (1914-1920), 1994.